# Aéroexpress

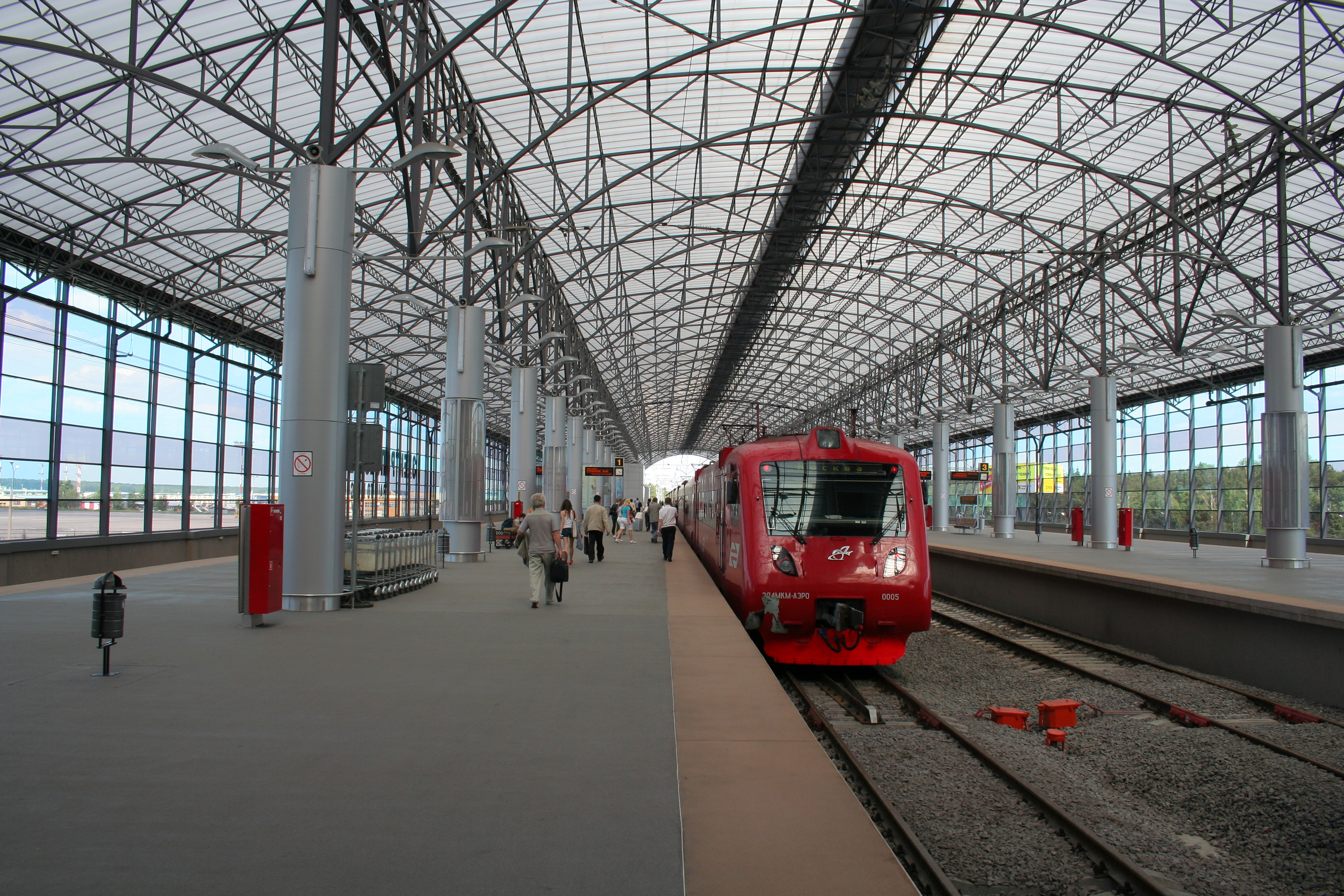
Aéroexpress à Cheremetievo.

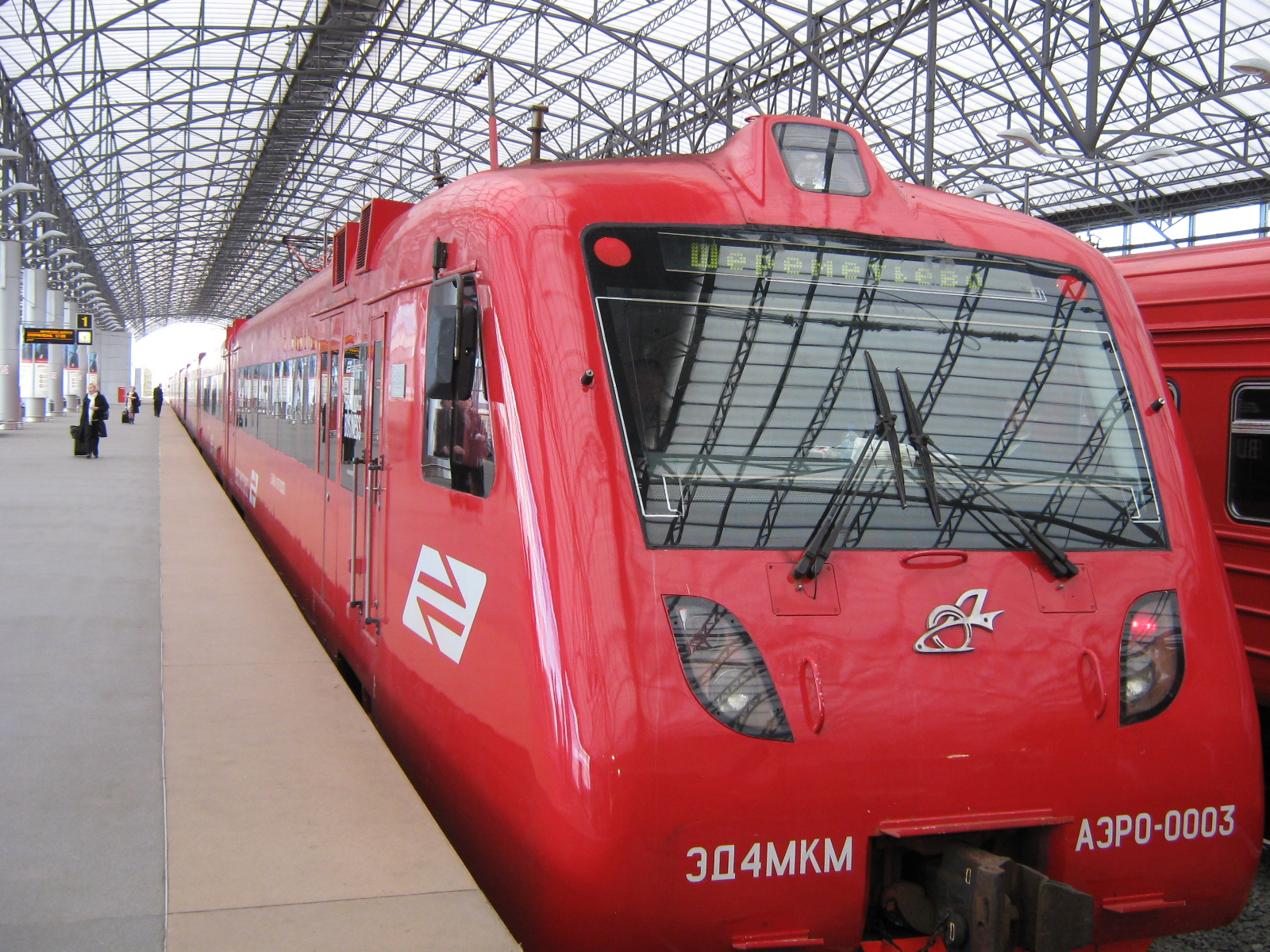
Aéroexpress à Cheremetievo.

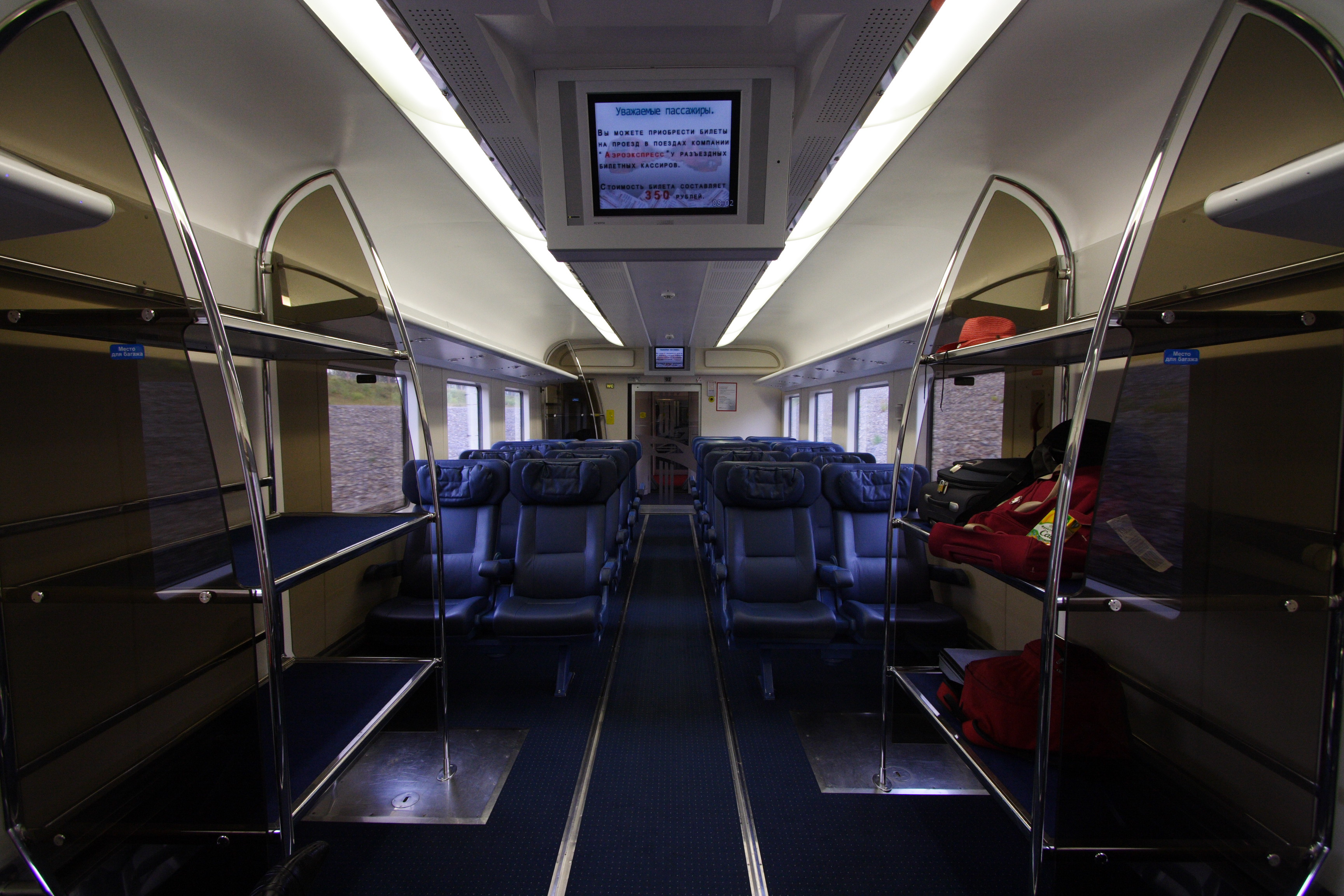
Interieur de première classe.

Aéroexpress (russe : Аэроэкспресс) est une compagnie russe, l’opérateur des trains rapides entre Moscou et les aéroports de Moscou (Cheremetievo, Domodedovo et Vnoukovo).
L'Aéroexpress appartient à la Compagnie des chemins de fer russes.

## Histoire
La première liaison est établie entre Moscou et l'aéroport Cheremetievo en 2005.
En 2008, les trains ont commencé à fonctionner entre Moscou et les aéroports Vnoukovo et Domodedovo.
Dès novembre 2017, de nouveaux trains à deux étages assurent la liaison, dans un premier temps, avec l'aéroport Domodedovo.

## Lignes desservant les trois aéroports moscovites

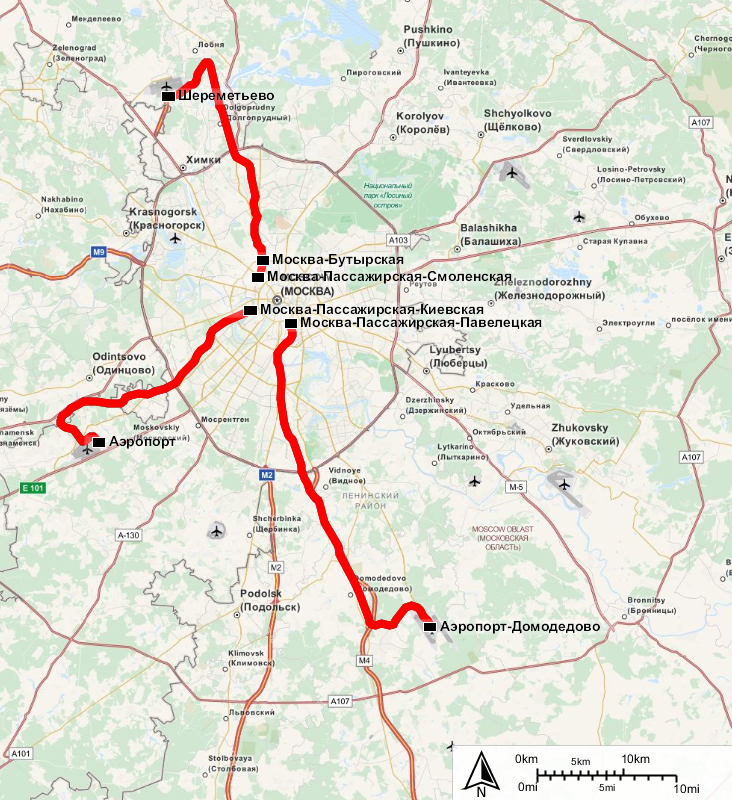
Routes Aeroexpress dans la région de Moscou (carte interactive).

- Gare de Biélorussie — Aéroport international Cheremetievo

- Gare de Paveliets — Aéroport international Domodedovo

- Gare de Kiev — Aéroport international de Vnoukovo

## Matériel roulant

### Actuel
| Modèle                      | Nb de trains | Voitures par train | Ligne(s)                                                                  | Entrée en service |
| ED4MKM-AERO                 | 7            | 8 ou 10            | Gare de Biélorussie — Aéroport Cheremetievo                               | 2009              |
| Stadler Rail ESh2 «Eurasia» | 11           | 4 ou 6             | Gare de Paveliets — Aéroport Domodedovo, Gare de Kiev — Aéroport Vnoukovo | 2017              |

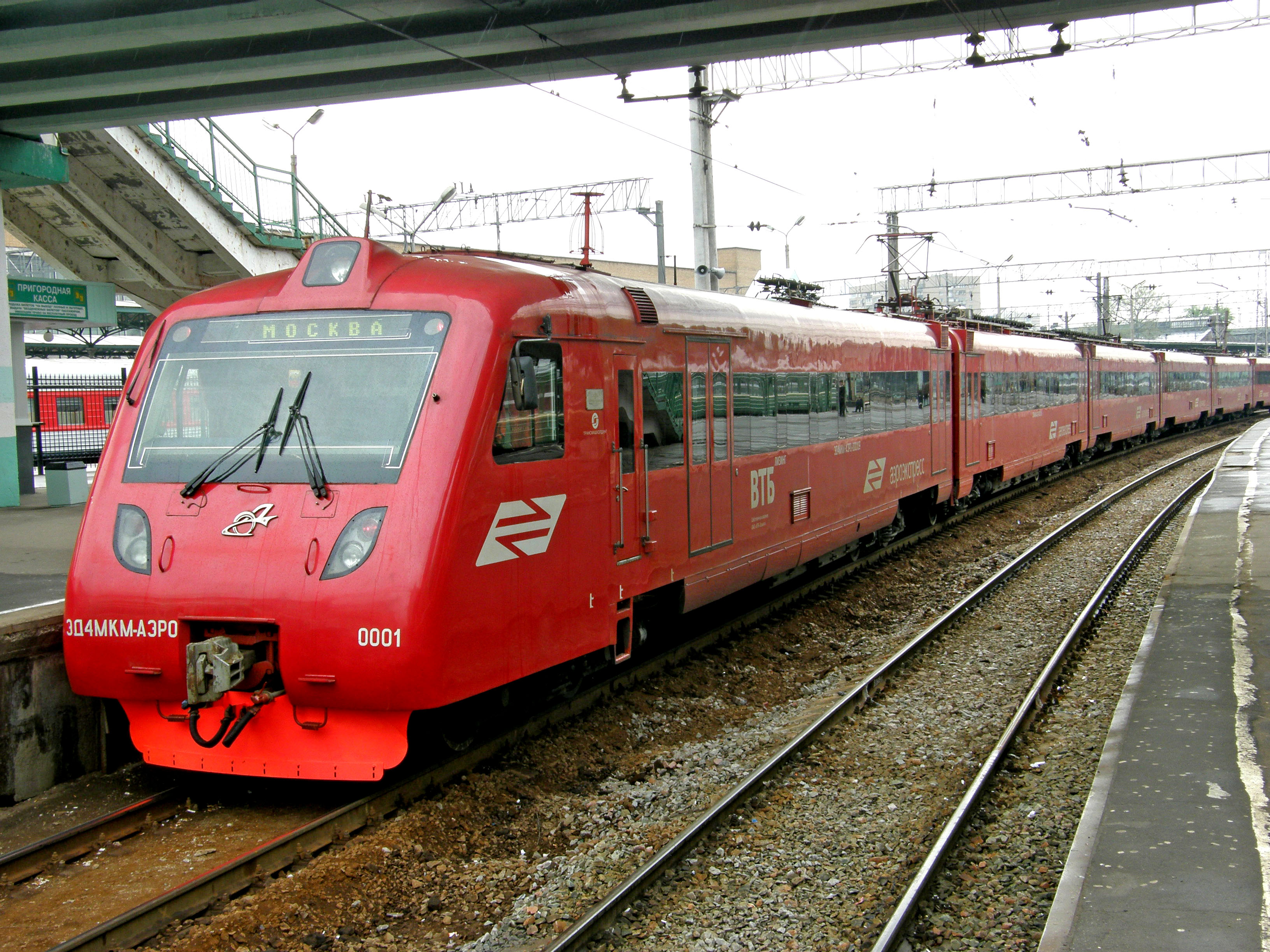
Modèle ED4MKM-AERO.
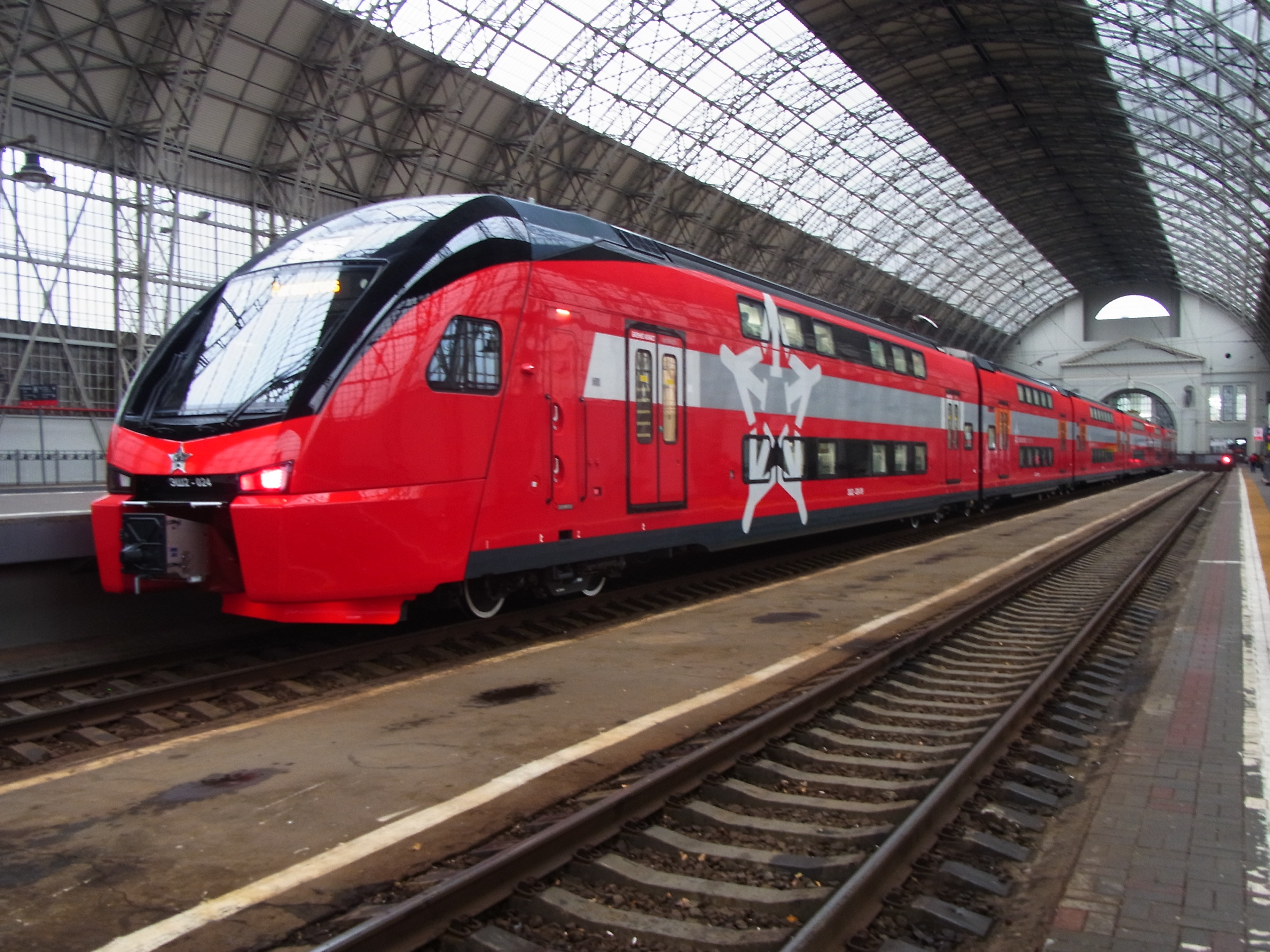
Modèle ESh2 «Eurasia».

### Retiré
| Modèle         | Nb de trains | Voitures par train | Ligne(s) | Années de service |
| EM2            | ?            | 6, 8 ou 10         | Gare de Paveliets - Aéroport Domodedovo                                                                           | 2002 à 2010       |
| EM2I           | ?            | 6, 8 ou 10         | Gare de Paveliets - Aéroport Domodedovo                                                                           | 2004 à 2010       |
| ED4M           | 10           | 10 ou 11           | Gare de Paveliets — Aéroport Domodedovo, Gare de Kiev — Aéroport Vnoukovo                                         | 2007 à 2018       |
| ED9M           | 4            | 6                  | Gare de Vladivostok - Aéroport international de Vladivostok Gare d'Iekaterinbourg-Passajirski - Aéroport Koltsovo | 2010 à 2015       |
| ES1 «Lastochka | ?            | 5                  | Gare de Kazan - Aéroport international de Kazan Gare de Sotchi - Aéroport international de Sotchi                 | 2013 à 2015       |

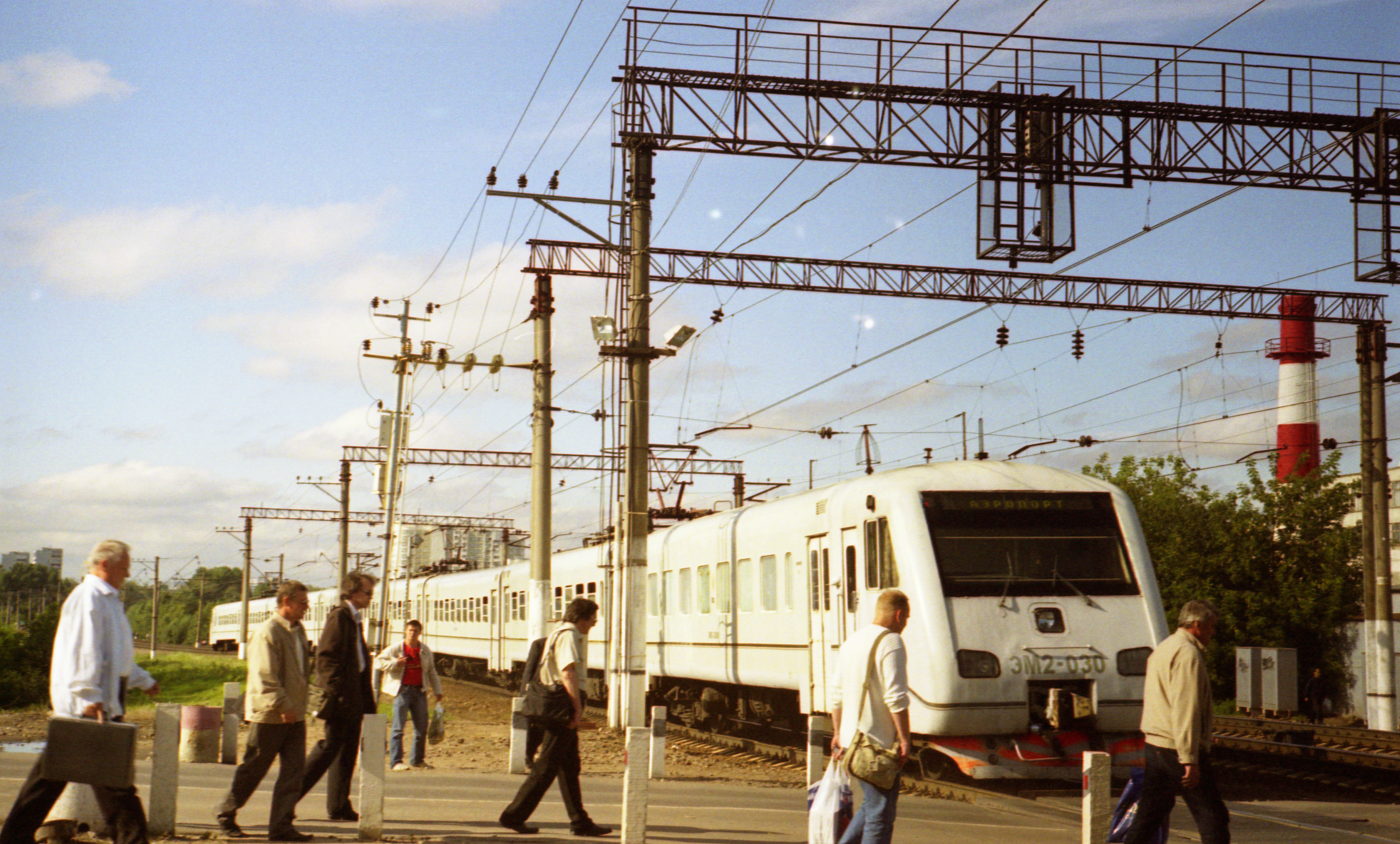
Modèle EM2 retiré circulant en direction de l'aéroport Domodedovo en 2008.
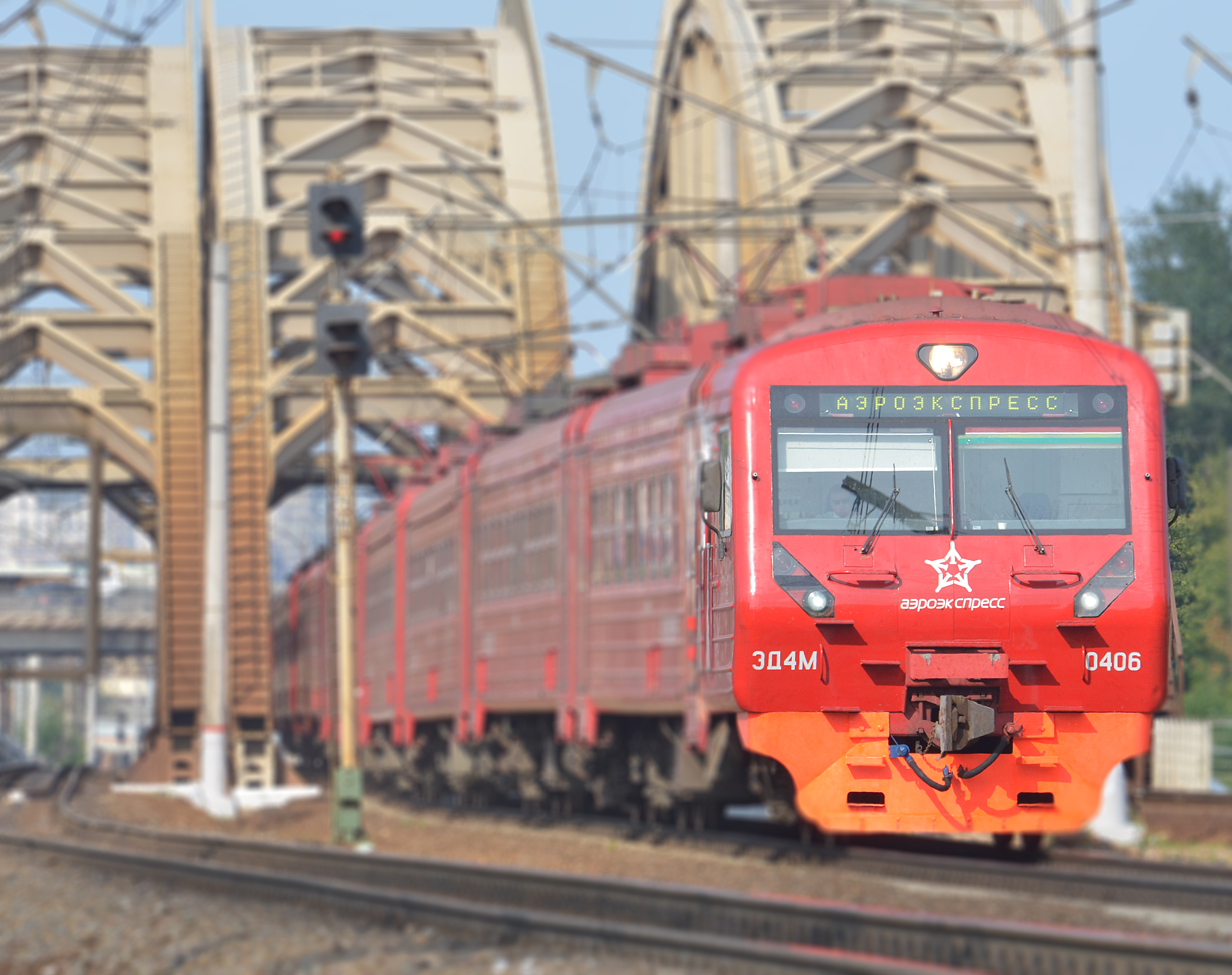
Modèle ED4M retiré circulant en direction de l'aéroport Domodedovo en 2013.
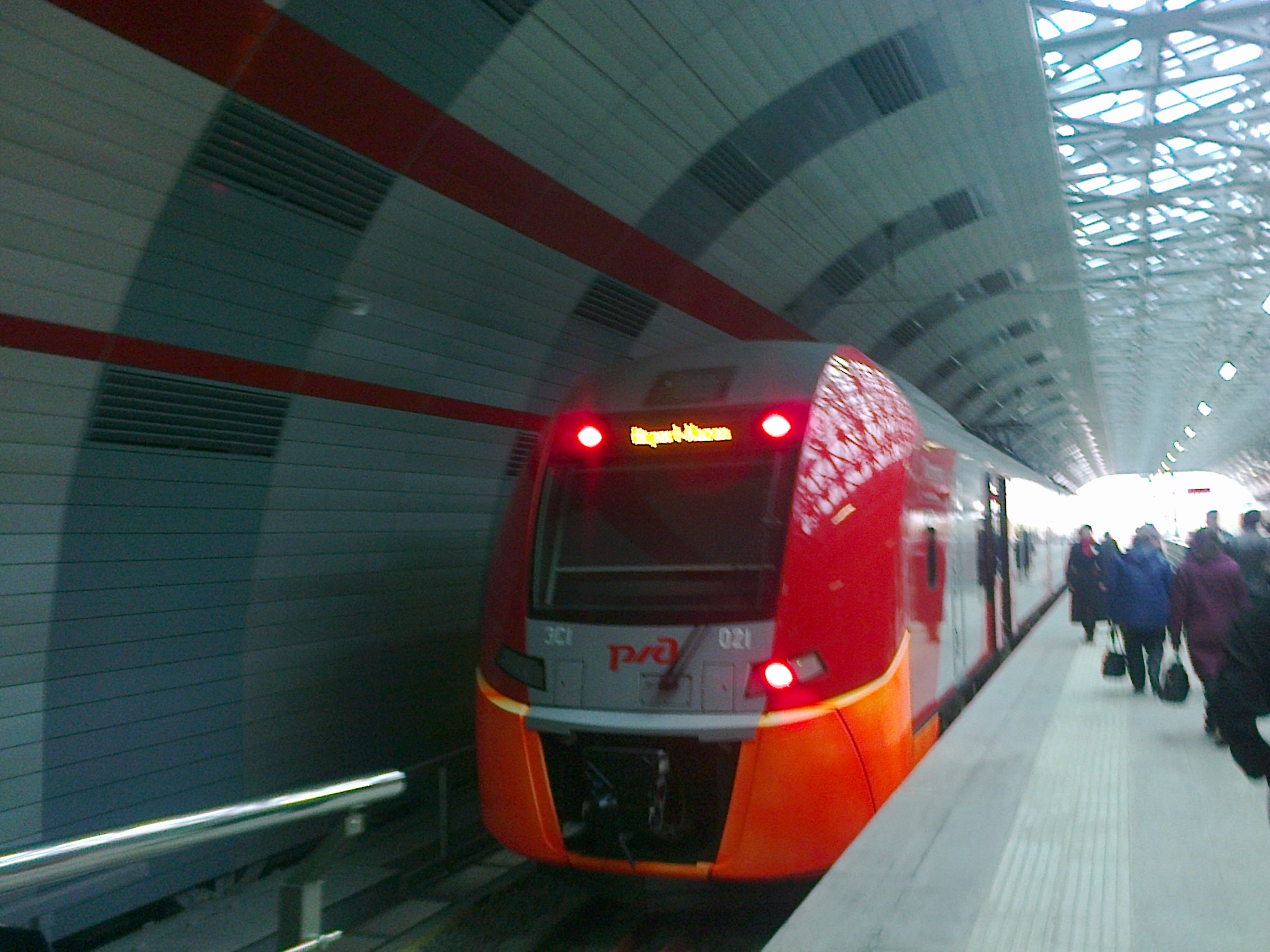
Modèle ES1 retiré à l'aéroport international de Kazan en 2013.
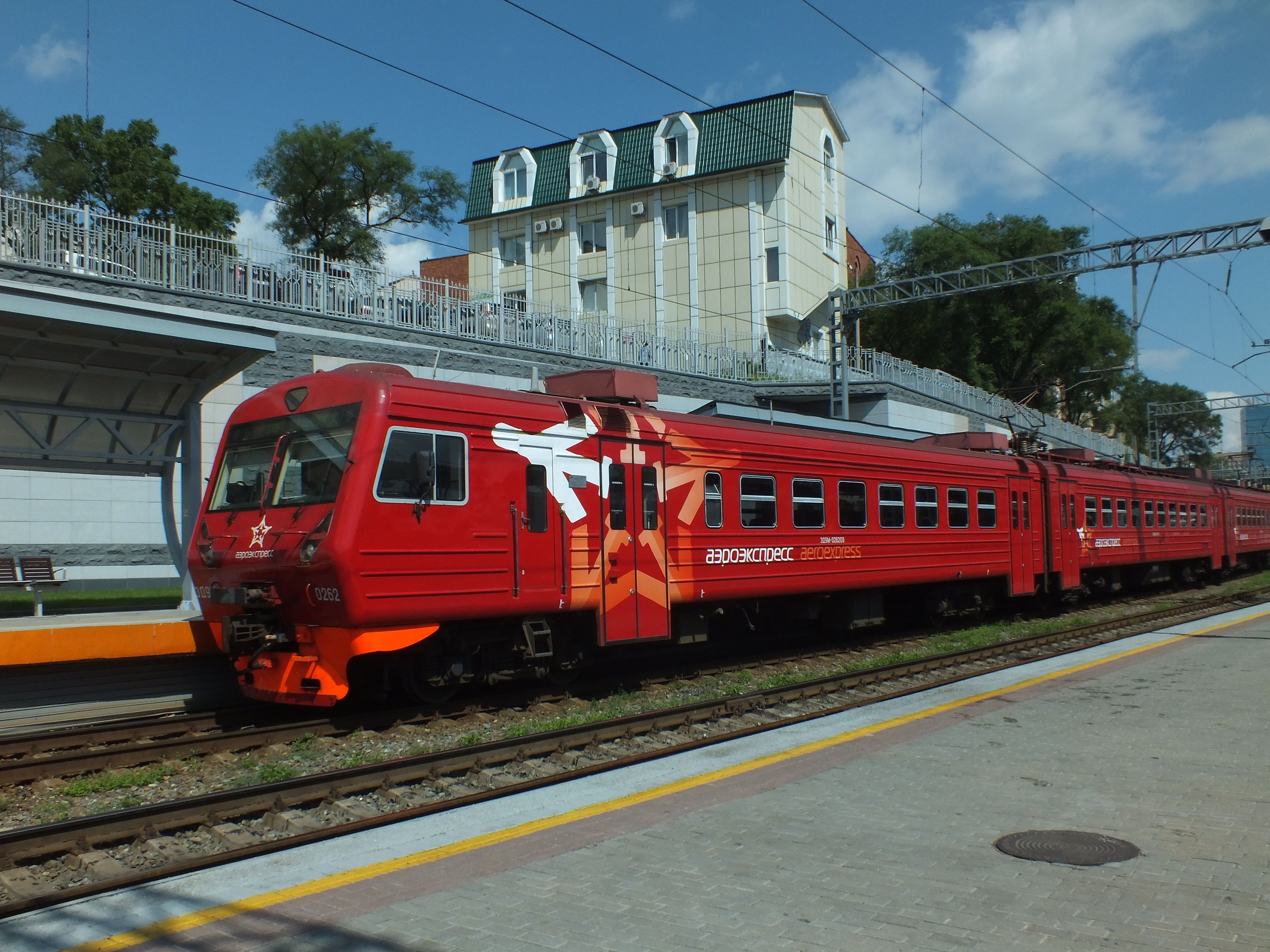
Modèle ED9M retiré à Vladivostok en 2015.

## Tarification

### Première classe
| Type du billet | Commentaires                                  | Prix                           |
| -------------- | --------------------------------------------- | ------------------------------ |
| « Business »   | 1 déplacement (commodité élevée, place fixée) | 1500 roubles (EUR 20 / CHF 23) |

### Classe standard
| Type du billet             | Commentaires | Prix                           |
| -------------------------- | --- | ------------------------------ |
| « Standard »               | 1 déplacement | 500 roubles (EUR 7 / CHF 8)    |
| « Aller et retour »        | 2 déplacements (1 vers l'aéroport, 1 vers la gare) (valable durant 30 jours)                                                    | 850 roubles (EUR 11 / CHF 13)  |
| « Duo »                    | 1 déplacement pour deux personnes voyageant ensemble                                                                            | 850 roubles (EUR 11 / CHF 13)  |
| « Duo aller et retour »    | 2 déplacements pour deux personnes voyageant ensemble (1 vers l'aéroport, 1 vers la gare) (valable durant 30 jours)             | 1450 roubles (EUR 19 / CHF 21) |
| « Enfant »                 | 1 déplacement (de 5 à 7 ans) | 130 roubles (EUR 2 / CHF 2)    |
| « Familial »               | 1 déplacement pour un groupe jusqu'à 4 personnes (valable dans les trois jours suivant l'achat)                                 | 950 roubles (EUR 12 / CHF 14)  |
| « Plus métro »             | 1 déplacement en Aéroexpress et 1 déplacement en métro (valable durant 5 jours)                                                 | 560 roubles (EUR 8 / CHF 9)    |
| « Entre les aéroports »    | 2 déplacements en Aéroexpress et 1 déplacement en métro (bloqué pour 30 min après chaque utilisation) (valable durant 5 jours)  | 1060 roubles (EUR 14 / CHF 16) |
| « De mission »             | 2 déplacements en Aéroexpress et 2 déplacements en métro (bloqué pour 30 min après chaque utilisation) (valable durant 5 jours) | 1115 roubles (EUR 15 / CHF 17) |
| « Déplacements fréquents » | 10 déplacements (bloqué pour 10 min après chaque utilisation) (valable durant 30 jours)                                         | 2700 roubles (EUR 36 / CHF 40) |

### En supplément
| Type du billet | Commentaires                                                                             | Prix                       |
| -------------- | ---------------------------------------------------------------------------------------- | -------------------------- |
| « Animaux »    | 1 déplacement pour 1 animal                                                              | 50 roubles (quasi € 1,25)  |
| « Bagage »     | Bagage supplémentaire (36 kg, la somme des trois dimensions ne doit pas dépasser 180 cm) | 100 roubles (quasi € 2,50) |
| « Vélo »       | 1 déplacement pour 1 vélo                                                                | 50 roubles (quasi € 1,25)  |